# Bandera de Amazonas (Colombia)
La bandera del Amazonas es el principal símbolo oficial del departamento colombiano del Amazonas. Fue oficialmente adoptada el 21 de agosto de 1974 por medio del Decreto Comisarial Nº 090. El diseño del pabellón es una tribanda horizontal de tres colores con tamaños desiguales, rasgos establecidos por el Gobierno Comisarial, que fue encabezado por el Comisionado Especial César Moreno Salazar y el Secretario de Gobierno José Salazar Ramírez.

## Disposición y significado de los elementos
La bandera está conformada por tres franjas horizontales, verde en la parte superior, amarillo mostaza en la parte media y blanca en la parte inferior, separadas entre ellas con borduras negras. Las proporción de la bandera es 21 por 13, mientras que la proporción entre las franjas es 90:8:32.
Las figuras (de color negro), sus posiciones y dimensiones son las siguientes:
- La primera de ellas está situada en la parte inferior izquierda de la franja verde, representando a un guerrero indígena dispuesto en una posición de tiro con un arco hacia arriba.
- La segunda está situada de forma opuesta en la parte superior derecha, también en la franja verde, representando a un jaguar o tigre saltando en dirección a la flecha.
- La última es una estrella de cinco puntas que representa a la ciudad de Leticia, que se encuentra sobre la franja amarilla justo debajo de la figura del animal.